# Linked Horizon
Linked Horizon（リンクトホライズン）は、サウンドクリエイター・Revoによる日本の音楽ユニット、及びSound Horizonのタイアップ用の名義。略称は「リンホラ」または「LH」。

## 概要
Sound Horizon主宰のRevoによる、他作品とのリンク（コラボレーション）を専門としたプロジェクト。ユニット名には「外の世界と繋がる」という意味合いが込められており、ロゴマークなどではアイコンとして鎖のモチーフが用いられている。メインメンバーは基本的にRevoのみで、Revo以外のメンバーについては、Sound Horizonと同様に歌手や奏者などを必要に応じてその都度編成している。
2012年、Revoのポニーキャニオン移籍とニンテンドー3DS用ゲーム『ブレイブリーデフォルト』の音楽担当を契機として発足し、同年6月19日、ポニーキャニオン本社にて行われた第1弾制作発表会でプロジェクト初公開となった。ゲーム中の全BGM・ボーカライズ楽曲を手掛けたほか、2012年11月25日には横浜アリーナにて「Revo Linked BRAVELY DEFAULT Concert」を開催。
2012年12月8日、2013年からMBSで放送開始のアニメ『進撃の巨人』の主題歌を担当する事が発表され、前期・後期のオープニングテーマを担当。
2014年公開の映画『劇場版『進撃の巨人』 前編 〜紅蓮の弓矢〜』、2015年に公開の『劇場版『進撃の巨人』 後編 〜自由の翼〜』の主題歌や、2015年から放送開始のスピンオフ作品『進撃!巨人中学校』の主題歌も担当。
本作のプロモーション上では、作品の世界観に寄り添う形で、しばしば「鎖地平団」という呼称を用いている。
2013年11月25日、第64回NHK紅白歌合戦に出場する事が決まり、「紅蓮の弓矢 [紅白スペシャルver.]」で初出演。2014年1月1日には「紅蓮の弓矢 [紅白スペシャルSize.]」が各音楽ダウンロードサイトにて配信された。紅白歌合戦への出場はSound Horizonからの活動を通じても初となるほか、生放送のTV番組への出演およびパフォーマンス披露も今回が初めてとなった。

## メンバー
メイン
Revo
作詞・作曲・編曲・ボーカル・ギター・アコーディオン ほか多数
サポートメンバー
必要に応じて楽曲ごとに編成。具体的なメンバーは各CDやコンサートの項目を参照。

## 来歴
2024年
- 8月7日：ベストアルバム『進撃の記憶』をリリース。

## ディスコグラフィ
一部ボーカル曲のみLinked Horizon名義になっているサウンドトラックを含むRevo個人名義での参加作品は「Revo」の項目に記載。

### シングル
| 枚  | 発売日        | タイトル             | 規格品番   | 規格品番   | 規格品番   | 最高位 |
| 枚  | 発売日        | タイトル             | 初回限定盤 | 通常盤     | 特別盤     | 最高位 |
| --- | ------------- | -------------------- | ---------- | ---------- | ---------- | ------ |
| 1st | 2012年8月22日 | ルクセンダルク小紀行 | PCCA-03644 | PCCA-03645 | PCCA-03646 | 7位    |
| 2nd | 2013年7月10日 | 自由への進撃         | PCCA-03836 | PCCA-03837 | -          | 2位    |
| 3rd | 2018年9月19日 | 楽園への進撃         | PCCA-04724 | PCCA-04725 | -          | 5位    |
| 4th | 2019年6月19日 | 真実への進撃         | PCCA-04796 | PCCA-04797 | -          | 8位    |

### アルバム
| 枚  | 発売日        | タイトル             | 規格品番   | 規格品番   | 最高位 |
| 枚  | 発売日        | タイトル             | 初回限定盤 | 通常盤     | 最高位 |
| --- | ------------- | -------------------- | ---------- | ---------- | ------ |
| 1st | 2012年9月19日 | ルクセンダルク大紀行 | PCCA-03647 | PCCA-03648 | 9位    |
| 2nd | 2017年5月17日 | 進撃の軌跡           | PCCA-04539 | PCCA-04540 | 2位    |

### ベストアルバム
| 枚  | 発売日       | タイトル   | 規格品番   | 規格品番              | 最高位 |
| 枚  | 発売日       | タイトル   | 特装盤     | 通常盤                | 最高位 |
| --- | ------------ | ---------- | ---------- | --------------------- | ------ |
| 1st | 2024年8月7日 | 進撃の記憶 | SCCA-50003 | PCCA-06307 PCCA-06308 | 5位    |

### 配信
| 枚   | 発売日         | タイトル                                   |
| ---- | -------------- | ------------------------------------------ |
| 1st  | 2013年4月8日   | 紅蓮の弓矢[TV Size]                        |
| 2nd  | 2014年1月1日   | 紅蓮の弓矢 [紅白スペシャルSize.]           |
| 3rd  | 2014年11月22日 | 紅蓮の座標 [劇場版Size]                    |
| 4th  | 2015年6月27日  | 自由の代償 [劇場版Size]                    |
| 5th  | 2015年10月5日  | 青春は花火のように                         |
| 6th  | 2017年4月2日   | 心臓を捧げよ！[TV Size]                    |
| 7th  | 2018年7月30日  | 暁の鎮魂歌 [TV Size]                       |
| 8th  | 2019年4月29日  | 憧憬と屍の道 [TV Size]                     |
| 9th  | 2023年11月5日  | 二千年... 若しくは... 二万年後の君へ・・・ |
| 10th | 2023年11月6日  | 最後の巨人                                 |

### DVD & Blu-ray
- ルクセンダルク紀行（2013年3月20日）
2012年11月25日に行われた「Revo Linked BRAVELY DEFAULT Concert」の様子を収録。
- The Assorted Horizons（2014年6月18日）
Sound Horizon名義での発売だが、初回限定デラックス盤（Blu-ray）にのみ2013年7月に行われたトーク＆ライブイベント「自由への進撃」から3曲収録。
- Linked Horizon Live Tour『進撃の軌跡』総員集結 凱旋公演（2018年12月26日）
2018年1月13日、14日に横浜アリーナで行われた「Linked Horizon Live Tour『進撃の軌跡』総員集結 凱旋公演」の映像に特殊効果などの演出を追加。

### タイアップ
| 楽曲                                       | タイアップ                                                        |
| ------------------------------------------ | ----------------------------------------------------------------- |
| 希望へ向う譚詩曲                           | 3DSゲーム『ブレイブリーデフォルト』主題歌                         |
| 紅蓮の弓矢                                 | テレビアニメ『進撃の巨人』第1期前半オープニングテーマ             |
| 自由の翼                                   | テレビアニメ『進撃の巨人』第1期後半オープニングテーマ             |
| 紅蓮の座標                                 | 映画『劇場版『進撃の巨人』 前編 〜紅蓮の弓矢〜』主題歌            |
| 自由の代償                                 | 映画『劇場版『進撃の巨人』 後編 〜自由の翼〜』主題歌              |
| 青春は花火のように                         | テレビアニメ『進撃!巨人中学校』オープニングテーマ                 |
| 心臓を捧げよ！                             | テレビアニメ『進撃の巨人』第2期オープニングテーマ                 |
| 暁の鎮魂歌                                 | テレビアニメ『進撃の巨人』第3期 Part.1エンディングテーマ          |
| 憧憬と屍の道                               | テレビアニメ『進撃の巨人』第3期 Part.2オープニングテーマ          |
| 二千年... 若しくは... 二万年後の君へ・・・ | テレビアニメ『進撃の巨人』The Final Season 完結編（後編）主題歌   |
| 最後の巨人                                 | テレビアニメ『進撃の巨人』The Final Season 完結編（各話版）主題歌 |

## コンサート・ライブ
- Revo Linked BRAVELY DEFAULT Concert（2012年11月25日、横浜アリーナ・昼夜二回公演）
ブレイブリーデフォルト コンサート / バンド形式の演奏に加え、千住明、東京シティ・フィルハーモニック管弦楽団と共演。
- 自由への進撃（2013年7月9日 - 26日、3会場8公演）
進撃の巨人 トーク＆ライブイベント / 7月9,10,25,26日：Zeppダイバーシティ東京、12,13日：Zeppなんば大阪、17,18日：Zepp名古屋の全8公演。
- Revo's Halloween Party（2013年10月26日：さいたまスーパーアリーナ）
Revo関係の楽曲で構成されたハロウィンライブ。Linked Horizonからはルクセンダルク大紀行、自由への進撃など全4曲。
- 進撃の軌跡Live Tour 2017（2017年7月8日‐11月10日、国内19会場33公演、海外3ヵ国3公演、全36公演）
シンガポール公演のみ設備及び機材の関係上、中止となった。アルバム内全曲に加え、アンコールとして各公演、今作の楽曲以外からも歌われた。
- 進撃の軌跡 〜総員集結凱旋公演〜（2018年1月13日‐14日、横浜アリーナ）
鎖地平団各支部から集結した名の通りの公演。約3時間の公演となった。
- 進撃の巨人10th ANNIVERSARY “ATTACK FES”（2024年1月27日、Kアリーナ横浜）

## 出演
Revo個人名義で出演しているものは「Revo」の項目、Sound Horizonとして出演しているものは「Sound Horizon」の項目に記載。

### テレビ番組
- 第64回NHK紅白歌合戦（2013年12月31日、NHK 歌唱曲：紅蓮の弓矢[紅白スペシャルver.]）
- SONGS OF TOKYO 第2夜（2017年11月26日収録、NHKワールドTV/総合 歌唱曲：紅蓮の弓矢・心臓を捧げよ！）

### ラジオ
- A&Gメディアステーション こむちゃっとカウントダウン（2012年9月22日、文化放送）
- レコメン!（2013年7月1日、文化放送）
- ミュ〜コミ+プラス（2013年7月8日、ニッポン放送）
- 進撃の巨人ラジオ 〜梶と下野の進め！電波兵団〜（2013年7月8日配信、音泉）
- TOKYO REAL-EYES（2013年7月16日、J-WAVE）
- REDNIQS（2013年7月22日、FM802）
- BEAT PLANET（2014年2月18日、J-WAVE）